# Lucasfilm Magazine
Lucasfilm Magazine (Star Wars Magazine, Star Wars - Lucasfilm Magazine) était le premier magazine français entièrement consacré à Star Wars et à son univers, dirigé par Patrice Girod. 80 numéros et 7 hors-séries seront publiés de 1995 à 2009. La revue fut également disponible en Belgique, Suisse, au Luxembourg et au Canada.

## Historique de la publication
Sous l'impulsion de Patrice Girod, directeur de publication de la société Courleciel s.a.r.l., le Lucasfilm Magazine a été lancé en juin 1995, au rythme d'une parution trimestrielle, et vendu au départ par correspondance ou dans des boutiques spécialisées. À partir du numéro 10, la pagination augmente et passe de 52 à 68 pages. Outre les articles, chaque numéro inclut un catalogue de produits dérivés de Star Wars exclusifs. Les abonnés reçoivent chaque année un Kit Fan Club exclusif, composé d'une carte de membre, d'un poster, de 4 cartes de collection, d'une lettre de George Lucas et bénéficient de réductions sur les produits dérivés proposés en fin de magazine.
En 1997, le magazine voit son équipe s'agrandir avec l'arrivée d'Antoine Michel en renfort du département création, qui prendra l'année suivante la succession de David Oghia (concepteur des premiers numéros) à la Direction Artistique et ce jusqu'au dernier numéro.
Quelques années plus tard, il devient bimestriel et est distribué chez les marchands de journaux. En 1999, 2002 et 2005, trois hors-série sont consacrés aux films de la prélogie, respectivement La Menace fantôme, L'Attaque des clones et La Revanche des Sith. À l'occasion de la sortie de l'épisode III, qui marque la fin de la saga au cinéma, le magazine organise en mai 2005 la convention Star Wars Réunion : elle a lieu au cinéma Le Grand Rex à Paris et réunit des invités prestigieux en rapport avec l'univers de George Lucas, ainsi que de nombreux fans français venu saluer leurs idoles. Étaient présents entre autres Rick McCallum, Jeremy Bulloch, Roger Carel, Warwick Davis, Rob Coleman, Peter Mayhew, etc. La convention s'ouvrait sur un grand concert symphonique réunissant 70 musiciens et 200 choristes sous la direction de Samuel Sené.
À l'occasion de la sortie de Star Wars: Episode I en 1999, certains abonnés du magazine ont la chance de recevoir une invitation spéciale pour assister à l'interview de George Lucas à la Fnac. Cette interview conduite par Alain Chabat donne l'occasion aux fans français de discuter avec le père de la saga. Une vidéo de cette entrevue a été offerte aux clients de la Fnac qui ont acheté le DVD ou la VHS de l'épisode I, elle est malheureusement introuvable aujourd'hui.
En décembre 2005, un quatrième hors-série est consacré au personnage emblématique Dark Vador.
À noter que, depuis 2006, le magazine est disponible à chaque parution avec 2 couvertures différentes pour un contenu identique, une destinée aux abonnés et une pour la vente en kiosques. La revue possède sa propre boutique en ligne, qui propose un large choix de produits dérivés autour du cinéma (figurines, livres, posters, DVD, etc.).
En octobre 2007, à l'occasion des 30 ans de Star Wars, un cinquième hors-série est publié, qui à travers 100 pages retrace l'historique de la saga, agrémenté d'interviews et de photos inédites. Les 27 et 28 octobre 2007, toujours pour célébrer les 30 ans, le magazine organise la convention Star Wars Réunion II au Grand Rex, à laquelle sont conviées de nombreuses personnalités (Rick McCallum, Roger Carel, Anthony Daniels et d'autres...) avec la participation de la 501e légion et plus de 5000 fans venus fêter l'événement comme il se devait.
À compter du n°71, la revue propose une nouvelle formule via une nouvelle maquette ainsi que des prix plus abordables dans le catalogue de produits dérivés. Un 6e hors-série voit le jour en mai 2008, consacré au film Indiana Jones et le Royaume du crâne de cristal au travers de 100 pages richement illustrées. Le n°72 poursuit l'évolution entamée avec le précédent numéro en incluant de nouvelles rubriques consacrées aux comics, jeux vidéo et romans de l'univers Star Wars.
Au n°74, la publication opère une mue et change de nom pour devenir Star Wars Magazine.
En novembre 2008, à l'occasion de la sortie en DVD du dernier Indiana Jones, le 7e hors-série revient plus longuement sur le film avec des interviews des comédiens, ainsi que des reportages sur le doublage et les effets spéciaux.
Le n°79 de la revue revient sur la sortie du film Star Wars, épisode I : La Menace fantôme en septembre 2009 à l'occasion du 10e anniversaire du long métrage en proposant un guide visuel du film ainsi qu'une interview du comédien Ahmed Best qui se remémore son personnage de Jar Jar Binks
Le n°80 qui marque la fin de la revue n'a été proposé que sous forme de fichiers PDF à télécharger et n'est jamais sorti sur support papier.
En novembre 2009, le Star Wars magazine cesse sa parution à la suite de l'arrêt de la société Courleciel.